# Библис (город)
Библис (нем. Biblis) — община в Германии, в земле Гессен. Подчиняется административному округу Дармштадт. Входит в состав района Бергштрасе. Население составляет 8757 человек (на 31 декабря 2010 года). Занимает площадь 40,44 км².

## Промышленность

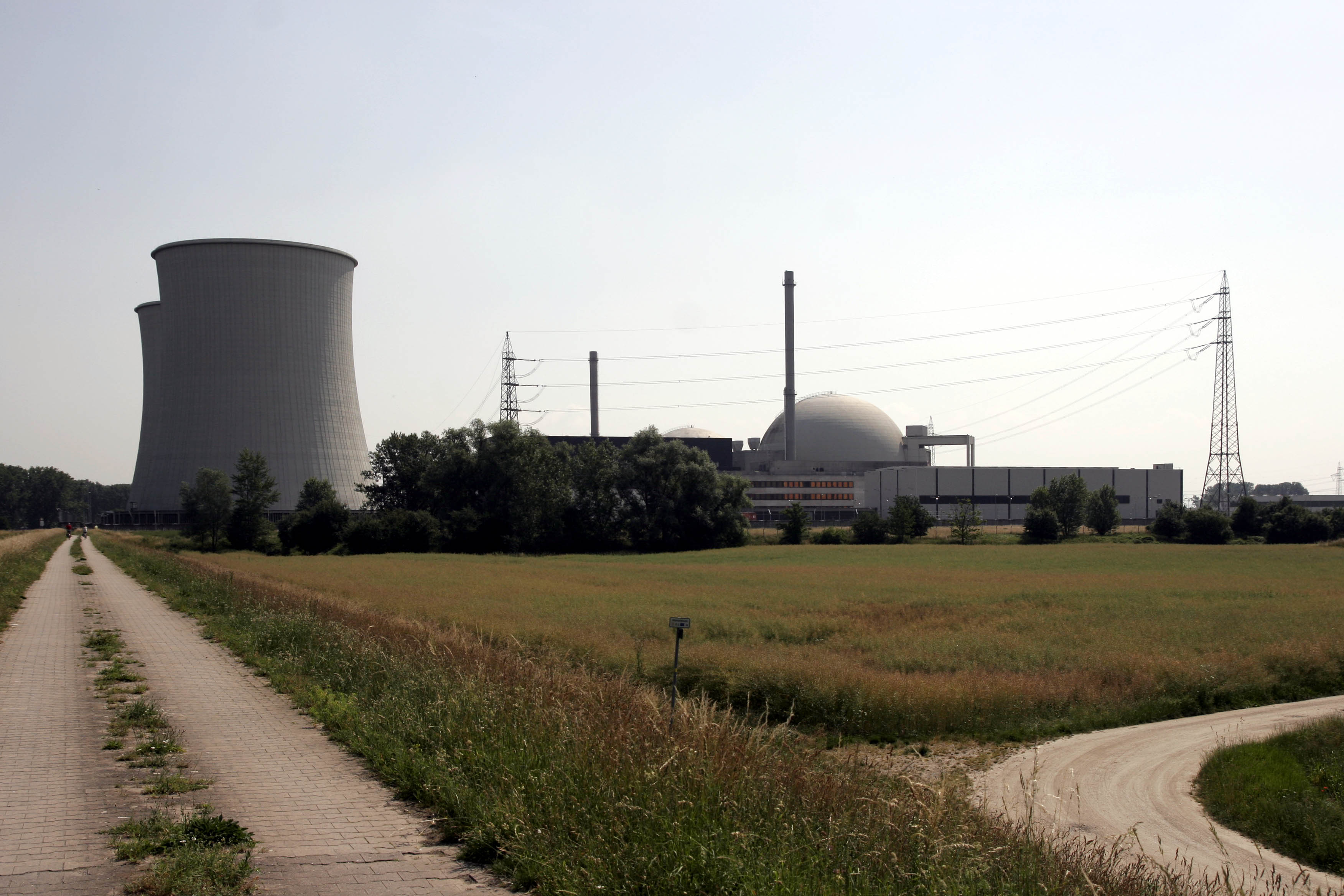
АЭС Библис

Рядом с населённым пунктом находится АЭС Библис с двумя работающими энергоблоками мощностью 1200 и 1300 МВт, блок А был введён в работу в августе 1974 года, блок В — в марте 1976 года.

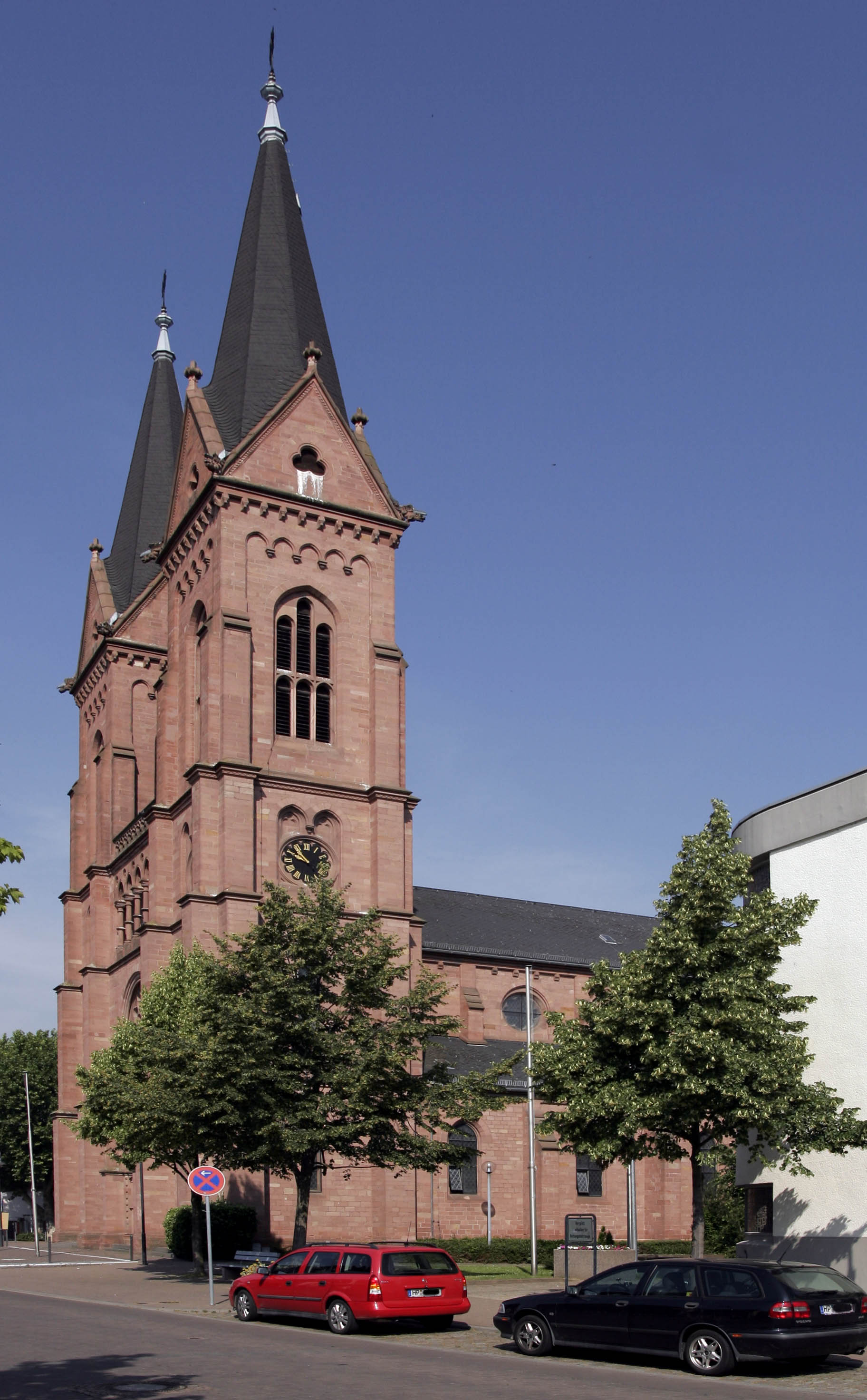
Католическая церковь Св. Варфоломея